# Port lotniczy Algier

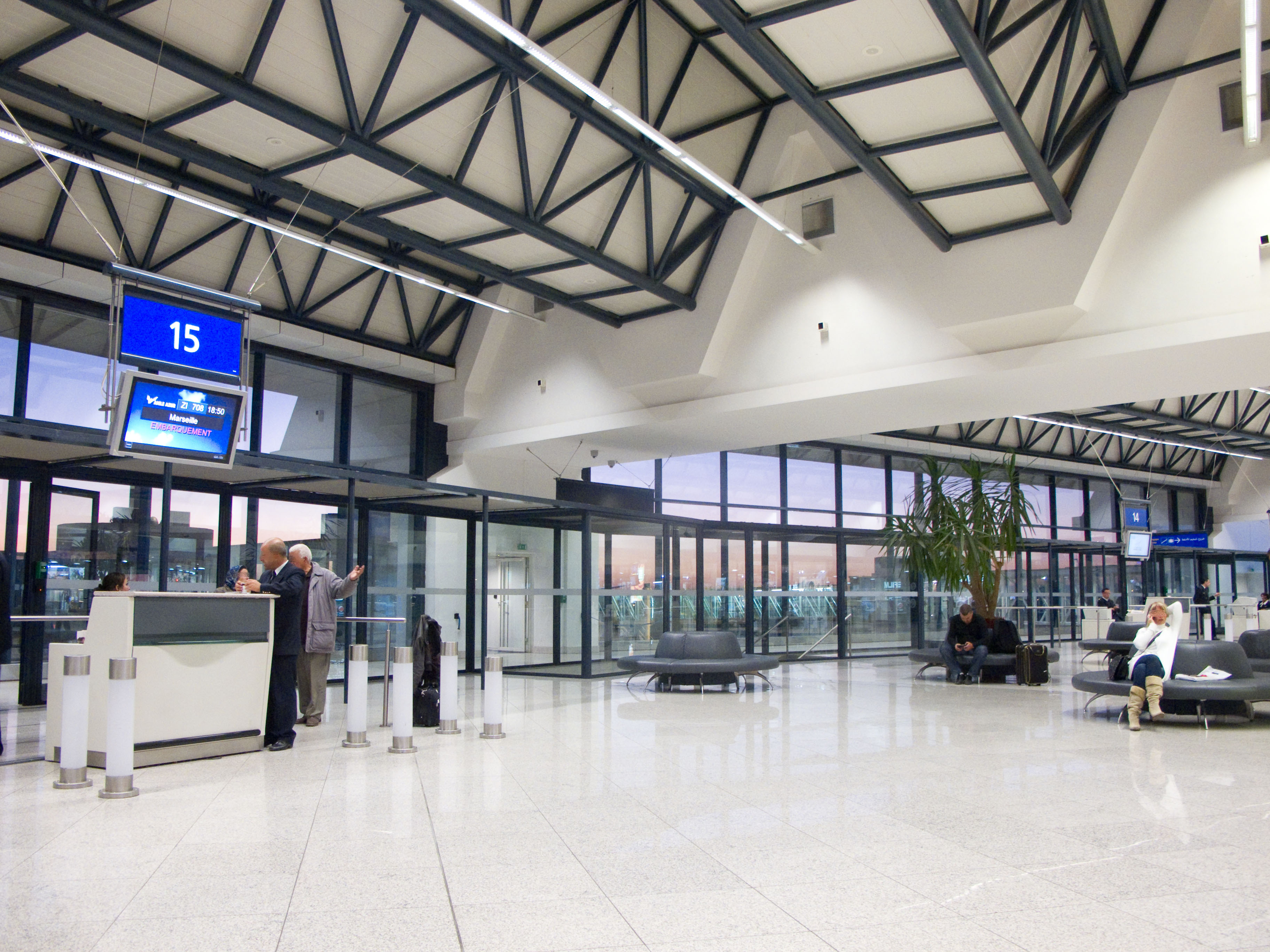
Wnętrze portu lotniczego Algier

Port lotniczy Algier – międzynarodowy port lotniczy położony 29 km na południowy wschód od centrum Algieru. Jest największym portem lotniczym w Algierii i jednym z największych w Afryce.

## Linie lotnicze i połączenia
| Linia Lotnicza      | Kierunek |
| ------------------- | --- |
| Air Algerie         | 1. Abidżan 2. Addis Abeba 3. Adrar 4. Alicante 5. Amman 6. Annaba 7. Bamako 8. Barcelona 9. Batina 10. Baszszar 11. Pekin 12. Bejrut 13. Bidżaja 14. Biskira 15. Bordeaux 16. Bu Sa’ada 17. Bruksela 18. Kair 19. Szalif 20. Konstantyna 21. Dakar-Diass 22. Damaszek 23. Dżanat 24. Doha 25. Douala 26. Dubaj 27. Al-Bajad 28. Al-Kulaja 29. Al-Wadi 30. Frankfurt 31. Genewa 32. Ghardaja 33. Hasi Masud 34. Illizi 35. In Amnas 36. Ajn Salih 37. Stambuł 38. Dżudda 39. Dżidżili 40. Johannesburg 41. Laghouat 42. Lille 43. Lizbona 44. Londyn-Heathrow 45. Lyon 46. Madryt 47. Marsylia 48. Mécheria 49. Metz/Nancy 50. Mediolan-Malpensa 51. Montpellier 52. Montreal-Trudeau 53. Moskwa-Szeremietiewo 54. Ndżamena (od 31 marca 2024) 55. Niamey 56. Nicea 57. Nawakszut 58. Oran 59. Wagadugu 60. Ouargla 61. Paryż-Charles de Gaulle 62. Paryż-Orly 63. Rzym-Fiumicino 64. Sankt Petersburg 65. Satif 66. Tamanrasset 67. Tibissa 68. Tijarat 69. Timimun 70. Tinduf 71. Tilimsan 72. Tukkurt 73. Tuluza 74. Tunis 75. Wiedeń Sezonowo: 1. Antalya 2. / Bazylea 3. Kuala Lumpur (od 19 czerwca 2024) |
| Air Canada          | Sezonowo: 1. Montreal-Trudeau |
| Air France          | 1. Paryż-Charles de Gaulle 2. Paryż-Orly 3. Tuluza Sezonowo: 1. Marsylia 2. Nicea |
| ASL Airlines France | 1. Lille 2. Lyon 3. Paryż-Charles de Gaulle |
| British Airways     | 1. Londyn-Gatwick |
| Conviasa            | 1. Caracas |
| EgyptAir            | 1. Kair |
| Emirates            | 1. Dubaj |
| Flynas              | 1. Dżudda 2. Medyna |
| Iberia              | 1. Madryt |
| ITA Airways         | 1. Rzym-Fiumicino |
| Lufthansa           | 1. Frankfurt |
| Nouvelair           | 1. Tunis |
| Qatar Airways       | 1. Doha |
| Royal Jordanian     | 1. Amman |
| Saudia              | 1. Dżudda 2. Medyna |
| Syrian Air          | 1. Damaszek |
| Tassili Airlines    | 1. Adrar 2. Annaba 3. Baszszar 4. Biskira 5. Konstantyna 6. Dżanat 7. Al-Wadi 8. Ghardaja 9. Hasi Masud 10. Hassi R'Mel 11. Illizi 12. Ajn Salih 13. Gharis 14. Mécheria 15. Nantes 16. Oran 17. Paryż-Charles de Gaulle 18. Satif 19. Strasburg 20. Tamanrasset 21. Tinduf 22. Tilimsan Sezonowo: 1. Al-Bajad 2. Laghouat 3. Tijarat |
| Transavia.com       | 1. Lyon 2. Montpellier 3. Nantes 4. Paryż-Orly Sezonowo: 1. Strasburg |
| TUI fly Belgium     | 1. Bruksela |
| Tunisair            | 1. Tunis |
| Turkish Airlines    | 1. Stambuł Sezonowo: 1. Antalya |
| Volotea             | 1. Bordeaux |
| Vueling Airlines    | 1. Barcelona 2. Marsylia |